# Interplay (album)
Interplay è il settimo album in studio del gruppo musicale inglese Ride, pubblicato nel 2024.

## Tracce
1. Peace Sign – 4:38
2. Last Frontier – 4:09
3. Light in a Quiet Room – 6:02
4. Monaco – 4:15
5. I Came to See the Wreck – 5:57
6. Stay Free – 5:00
7. Last Night I Went Somewhere to Dream – 4:13
8. Sunrise Chaser – 4:18
9. Midnight Rider – 4:23
10. Portland Rocks – 5:02
11. Essaouira – 7:10
12. Yesterday Is Just a Song – 3:34

## Formazione
- Mark Gardener – voce, chitarra
- Andy Bell – voce, chitarra
- Steve Queralt – basso
- Loz Colbert – batteria, chitarra